# Алогоботур
Алогоботур е почетна воинска титла, използвана в Първото българско царство. Спомената е в съчинението на византийския император Константин Багренородни „За управлението на империята“ във връзка с българо-хърватската война от края на управлението на цар Симеон Велики. В този разказ „алогоботур“ е наречен предводителят на българската войска, която е разгромена след нахлуването си в хърватските земи. Названието вероятно е преиначено от гръцкия автор. Предполага се, че оригиналната му форма у прабългарите е била „алп багатур“ или „олг багатур“, сиреч „храбър“ или „велик“ юнак.